# Aneomochtherus kompancevae
Aneomochtherus kompancevae là một loài ruồi trong họ Asilidae. Aneomochtherus kompancevae được Lehr miêu tả năm 1996. Loài này phân bố ở vùng Cổ Bắc giới.